# Myrtjärnen, Norrbotten
Myrtjärnen är en sjö i Piteå kommun i Norrbotten och ingår i Byskeälvens huvudavrinningsområde. Sjön har en area på 0,0742 kvadratkilometer och ligger 351 meter över havet.

## Delavrinningsområde
Myrtjärnen ingår i det delavrinningsområde (726490-169272) som SMHI kallar för Mynnar i Gäddträskån. Medelhöjden är 370 meter över havet och ytan är 19,39 kvadratkilometer. Det finns inga avrinningsområden uppströms utan avrinningsområdet är högsta punkten. Vattendraget som avvattnar avrinningsområdet har biflödesordning 4, vilket innebär att vattnet flödar genom totalt 4 vattendrag innan det når havet efter 102 kilometer. Avrinningsområdet består mestadels av skog (54 procent) och sankmarker (37 procent). Avrinningsområdet har 0,5 kvadratkilometer vattenytor vilket ger det en sjöprocent på 2,6 procent.